# Неправилна галаксија
Неправилна галаксија је галаксија неправилног изгледа и без јасног дефинисаног облика или структуре, unlike a spiral or an elliptical galaxy. Неправилне галаксије се деле на две класе, означене са Irr I и Irr II. Irr I галаксије садрже велики број OB асоцијација (група врелих, младих, високо луминозних звезда) и HII региона (сјајни облаци јонизованог водоника који окружује младе, вреле звезде) и поприличну количину гаса (око 20% укупне масе је у форми гаса). Могу да имају назнаке спиралне структуре. Маса ових галаксија се креће у распону од око милион Сунчевих маса до неколико милијарди Сунчевих маса, а пречници од око 3.000 до 30.000 светлосних година.  галаксије су „магловитог“ изгледа и најчешће садрже поприличну количину гаса и прашине. Неке од њих имају деформисан облик који може да настане сударима или блиским проласцима са другим галаксијама или бурном унутрашњом активношћу.
Неправилне галаксије не спадају ни у једну од регуларних класа Хаблове секвенце, и често су хаотичне по изгледу, без нуклеарног испупчења нити било каквог трага структуре спиралног крака. Сматра се да заједно чине отприлике четвртину свих галаксија. Неке неправилне галаксије су некада биле спиралне или елиптичне галаксије, али су биле деформисане неуједначеном спољном гравитационом силом. Неправилне галаксије могу да садрже велике количине гаса и прашине. Ово није нужно тачно за патуљасте неправилне галаксије.
Неправилне галаксије су обично мале, око једне десетине масе галаксије Млечног пута. Због своје мале величине, склоне су утицајима на животну средину као што је судар са великим галаксијама и међугалактичким облацима.

## Типови
Постоје три главна типа неправилних галаксија:
- галаксија је неправилна галаксија која има неку структуру, али то није довољну да је јасно постави у Хаблову секвенцу.
  - Подтипови са неком спиралном структуром називају се  галаксије
  - Подтипови без спиралне структуре називају се  галаксије.
- галаксија је неправилна галаксија за коју се чини да нема никакву структуру која би је могла поставити у Хаблову секвенцу.
- -галаксија (или dIrr) је патуљаста неправилна галаксија.[9] Сматра се да је овај тип галаксија важан за разумевање укупне еволуције галаксија, јер имају низак ниво металности и релативно висок ниво гаса, и сматра се да су сличне најранијим галаксијама које су насељавале свемир. Оне могу представљати локалну (и стога новију) верзију слабо плавих галаксија за које се зна да постоје у истраживањима галаксија дубоког поља.

Неке од неправилних галаксија, посебно Магелановог типа, су мале спиралне галаксије које су изобличене гравитацијом већег суседа

## Магеланови облаци
Галаксије Магелановог облака су некада биле класификоване као неправилне галаксије. Велики Магеланов облак је од тада поново класификован као тип SBm, тип спиралне галаксије са премошћењима, типа Магеланове спирале са пречкама. Мали Магеланов облак остаје класификован као неправилна галаксија типа Im према тренутној морфолошкој класификацији галаксија, иако садржи премошћену структуру.

## Галерија
- Плава компактна патуљаста галаксија ESO 338-4.[12]
-IC 4710 лежи отприлике 25 милиона светлосних година од нас у јужном сазвежђу Паво.[13]
-ESO 486-21 је спирална галаксија са донекле неправилном и лоше дефинисаном структуром.[14]
- Утврђено је да неправилна галаксија IC 3583 има траку звезда која пролази кроз центар.[15]
- је неправилна галаксија која се налази 25 милиона светлосних година од нас у сазвежђу Риса.[16]
- је неправилна патуљаста галаксија која се налази отприлике 11 милиона светлосних година од нас у сазвежђу Великог медведа.[17]
- Патуљаста неправилна галаксија позната као PGC 18431.[18]
-IC 559 је класификована као галаксија типа Sm.[19]
- Неправилна патуљаста галаксија PGC 16389 покрива суседну галаксију APMBGC 252+125-117.[20]